# Suur Munamägi
Suur Munamägi (u prijevodu "Planina Veliko Jaje") je najviši vrh Estonije (i Baltčkih zemalja). Doseže 318 metara iznad razine mora. Nalazi se blizu sela Haanja, u okrugu Võru na jugoistočnom dijelu Estonije, blizu granice s Latvijom, odnosno Rusijom. Krajolik oko vrha je blago brežuljkast.